# Vlajka Vladimirské oblasti

Vlajka Vladimirské oblasti
Poměr stran: 2:3

Vlajka Vladimirské oblasti, jedné z oblastí Ruské federace, je tvořena červeným listem o poměru stran 2:3 se světle modrým žerďovým pruhem o šířce 1/8 délky vlajky. Uprostřed horní části žerďového pruhu jsou vyobrazeny zlatý srp a kladivo. Uprostřed červeného pole je umístěn žlutý znak oblasti, jehož šířka odpovídá 1/3 délky listu.
Kompozice vlajky oblasti opakuje vlajku bývalé Ruské sovětské federativní socialistické republiky, pouze srp a kladivo byly přesunuty do modrého pruhu a chybí červená pěticípá hvězda se zlatým lemem.

Vlajka RSFSR (1954–1991) Poměr stran: 1:2

Vlajka Vladimirské oblasti byla v roce 2004 odmítnuta Heraldickou radou ruského prezidenta, nebyla zanesena do státního rejstříku a oblastní prokurátor navrhl odstranit nedostatky. To se však dosud nestalo.

## Historie
Vladimirská oblast vznikla 14. srpna 1944. V sovětské éře oblast neužívala žádnou vlajku. 28. dubna 1999 schválila, usnesením č. 114, oblastní duma zákon č. 22-oz „O vlajce Vladimirské oblasti”. 11. května 1999 zákon podepsal gubernátor Nikolaj Vladimirovič Vinogradov. Zákon vstoupil v platnost 14. května 1999 publikováním v deníku Vladimirskije vedomosti. Vlajka byla schválena s poměrem stran 1:2.

Vlajka Vladimirské oblasti (1999–2017) Poměr stran: 1:2

27. dubna 2017 byl zákonem č. 45-OZ změněn poměr stran vlajky na 2:3. Zákon podepsala 10. května 2017 gubernátorka Svetlana Jurevna Orlova s účinností od 1. července 2017.

## Vlajka gubernátora Vladimirské oblasti

Vlajka gubernátora Vladimirské oblasti Poměr stran: 1:1
Vlajka gubernátora Vladimirské oblasti (1999–2017) Poměr stran: 1:1

## Vlajky městských okruhů a rajónů Vladimirské oblasti

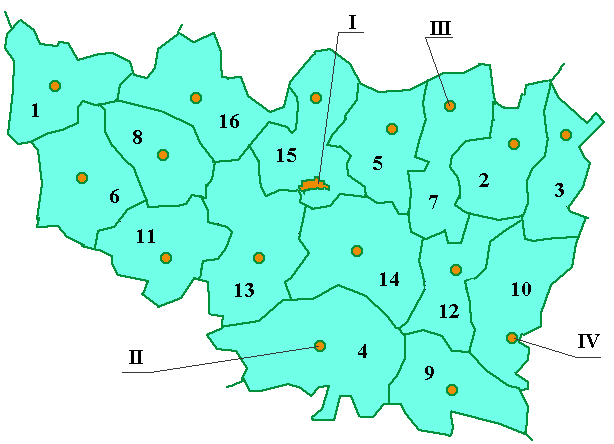
Členění Vladimirské oblasti

Vladimirská oblast člení na 4 městské okruhy, 1 uzavřené město a 16 rajónů.
Městské okruhy

Vladimir (I) Poměr stran: 2:3
Gus-Chrustalnyj (II) Poměr stran: 2:3
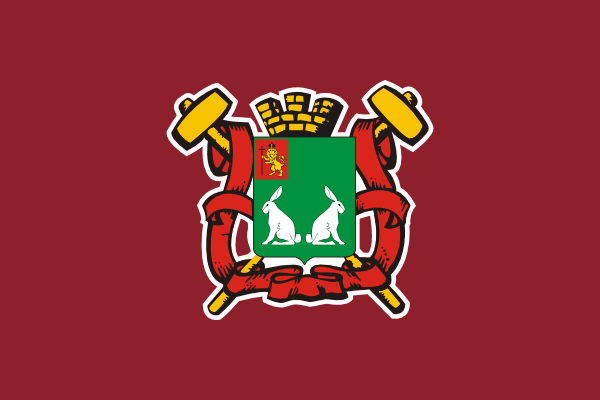
Kovrov (III) Poměr stran: 2:3
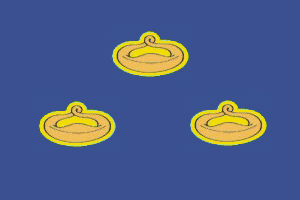
Murom (IV) Poměr stran: 2:3
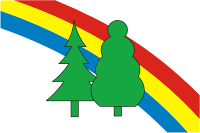
Uzavřené město Radužnyj (na pomezí 13 a 14) Poměr stran: 2:3

Rajóny

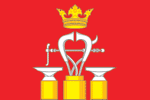
Alexandrovský rajón (1) Poměr stran: 2:3
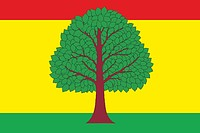
Vjaznikovský rajón (2) Poměr stran: 2:3
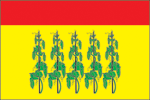
Gorochovecký rajón (3) Poměr stran: 2:3
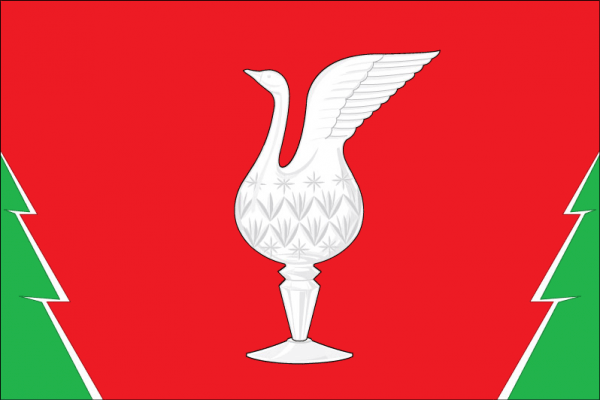
Gus-Chrustalný rajón (4) Poměr stran: 2:3
Kameškovský rajón (5) Poměr stran: 2:3
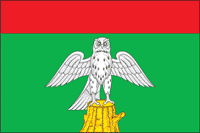
Kiržačský rajón (6) Poměr stran: 2:3
Kovrovský rajón (7) Poměr stran: 2:3
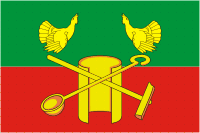
Kolčuginský rajón (8) Poměr stran: 2:3
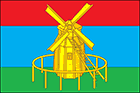
Melenkovský rajón (9) Poměr stran: 2:3
Muromský rajón (10) Poměr stran: 2:3
Petušinský rajón (11) Poměr stran: 2:3
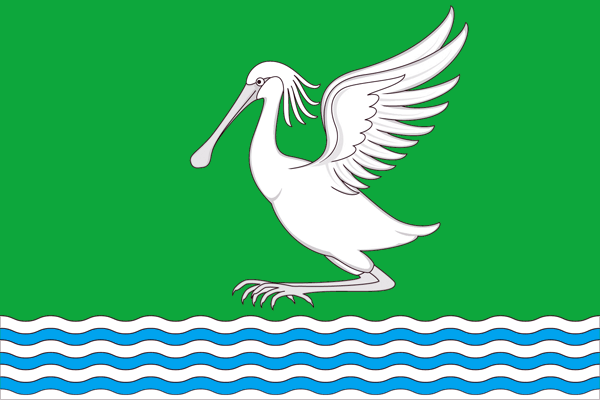
Selivanovský rajón (12) Poměr stran: 2:3
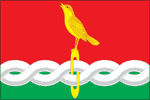
Sobinský rajón (13) Poměr stran: 2:3
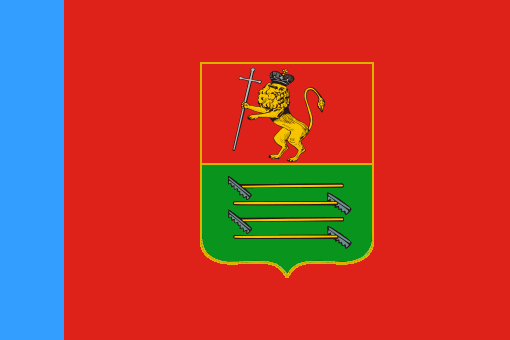
Sudogodský rajón (14) Poměr stran: 2:3
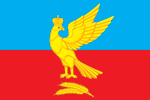
Suzdalský rajón (15) Poměr stran: 2:3
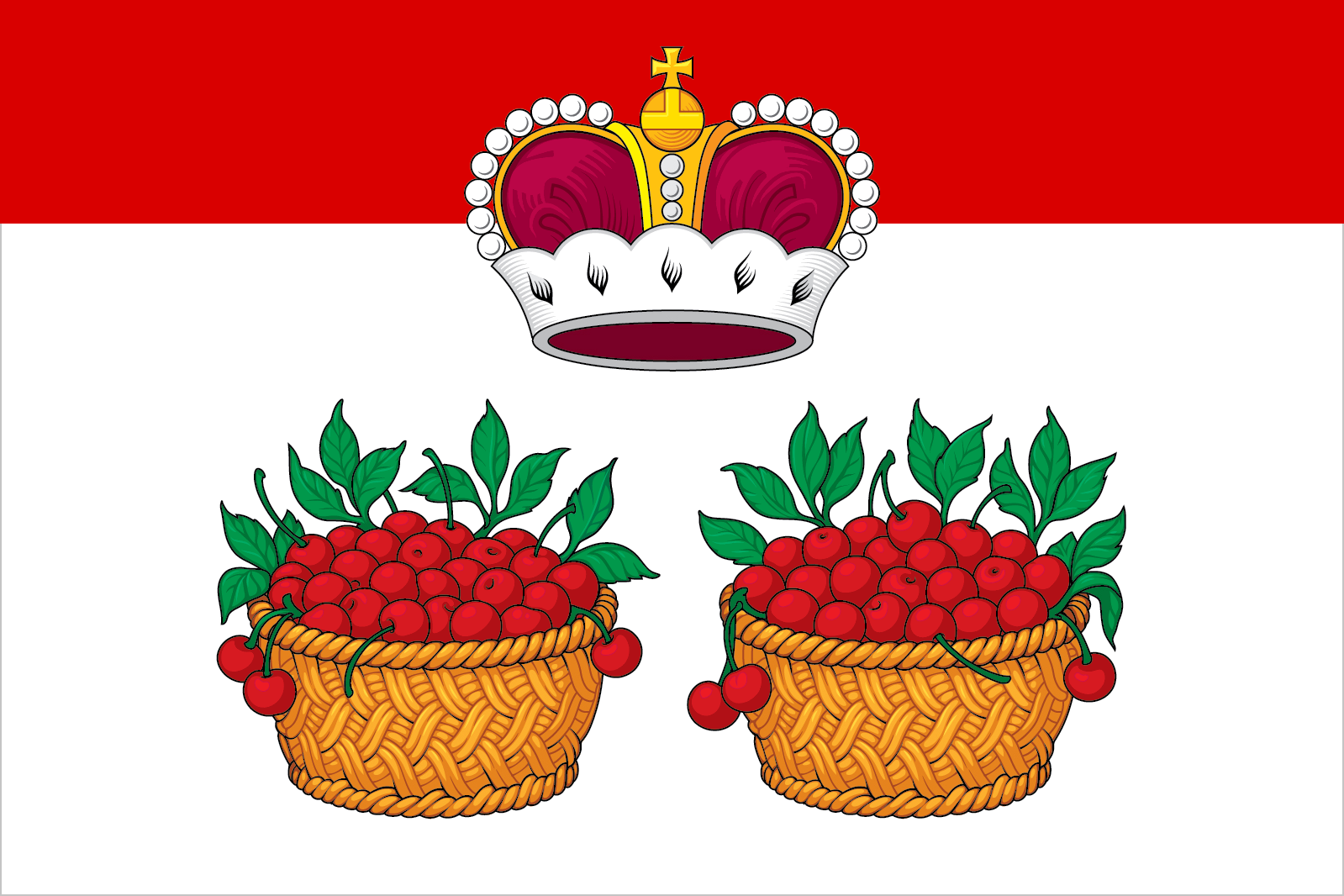
Jurjev-Polský rajón (16) Poměr stran: 2:3